# Das 2. Gebot
Das 2. Gebot (alemán: «El Segundo Mandamiento») es el tercer álbum de estudio de grupo alemán de rock gótico Unheilig. Fue publicado el 7 de abril de 2003 en dos versiones, una edición normal de 12 pistas y una edición limitada de dos discos. Ambas ediciones vienen en un funda normal, a diferencia de los álbumes posteriores, «Zelluloid» y «Moderne Zeiten», en que las ediciones limitadas vienen como un paquete digital. El limitada, edición de dos discos, incluye el maxidisco compacto «Maschine» como disco de bono.

## Lista de pistas
Disco Álbum:
1. «Eva» - 4:40

2. «Maschine» («Máquina») - 4:05

3. «Gib mir mehr» («Dame más») - 3:38

4. «Sternenschiff» («Nave estelar») - 4:38

5. «Vollmond» («Luna llena») - 6:43

6. «Jetzt noch nicht» («Aún no») - 4:19

7. «Der Mann im Mond» («El hombre en la Luna») - 3:56

8. «Schutzengel» («Ángel guardián») - 4:24

9. «Rache»  («Venganza»)  - 4:38

10. «Mona Lisa» - 4:15

11. «Krieg der Engel» («Guerra de los ángeles») - 4:05

12. «Herzland» («Zona importante») - 3:43

Las pistas 2, 3, 10 y 12 fueron producidas por José Álvarez-Brill, mientras las pistas restantes fueron producidas por Der Graf.
Disco de Bono «Maschine»:
1. «Maschine [club edit]» - 4:14

2. «Maschine [album version]» - 4:05

3. «This Corrosion» - 8:39 (cover de The Sisters Of Mercy)
 
4. «Maschine [Der Graf remix]» - 5:16

5. «Schleichfahrt» («Viaje Secreto») - 4:07
- Datos: Q1164929